# Minerva (Ohio)
Pour les articles homonymes, voir Minerva.
La ville de Minerva est située dans les comtés de Carroll, Columbiana et Stark, dans l’État de l’Ohio, aux États-Unis. Elle comptait 3 720 habitants lors du recensement de 2010.

## Personnalité liée à Minerva
- Theodore Vail, fondateur de la firme American Telegraph and Telephone, est né à Minerva le 16 juillet 1848.

## Source
- (en) Cet article est partiellement ou en totalité issu de l’article de Wikipédia en anglais intitulé « Minerva, Ohio » (voir la liste des auteurs).